# Traces de vies
Traces de Vies est un festival du film documentaire qui se tient chaque année à Clermont-Ferrand et à Vic-le-Comte. 
Ce festival est une œuvre collective de plus de trente bénévoles de l’association, de personnalités qualifiées et de deux salariés permanents, auxquels s’ajoutent d’autres bénévoles et salariés pour le temps fort du festival. De l’assemblée générale de l’association aux groupes de travail et commissions diverses, toutes les instances sont mixtes, composées par des bénévoles et par des salariés de l’association ; ensemble, ils contribuent aux orientations, choix, tâches et résultats en articulant leurs rôles et compétences. 
Sous la responsabilité du conseil d’administration, le comité de coordination des activités d’une part, et le comité artistique et de programmation d’autre part, sont les deux organes majeurs.

## Historique
Le festival « Traces de vies » a été créé en 1991 à Vic-le-Comte, et se tient également à Clermont-Ferrand depuis 2006. 
Des programmes de films en compétition officielle sont projetés pendant la durée du festival. Chaque année un ou plusieurs thèmes sont choisis avec projection de films hors compétition (ex. la Palestine en 2017). 

## Compétition
Plus d’une quarantaine de films, courts, moyens et longs métrages sont retenus chaque année pour la compétition. Cette sélection témoigne de l’actualité du cinéma documentaire de création, en France et dans le monde.
Les films : de formation, les premiers films et les films professionnels une fois choisis par les comités de pré-sélection, puis le comité final sont organisés dans les quatre sections de la compétition :
- Regard documentaire hors frontières

La section rassemble les films professionnels et éventuellement premiers films trouvés à l’étranger : vie sociétale et culturelle, phénomènes économiques et politiques, questions environnementales.
- Un monde Sensible

Composé de films professionnels, cette section s’attache à des réalisations au regard rapproché : portraits, vie sociale de proximité, vie des petits groupes ; de la famille à l’entreprise ; expressions artistiques.
- Premier geste documentaire

Films issus des formations au cinéma, premiers films professionnels. Une section orienté vers les jeunes cinéastes, à l’audace de leur premières recherches ; aux prémices d’une carrière à soutenir et à encourager.
- Un juste regard social

Cette section retient des films de formation, jeunes professionnels ou professionnels présentant une qualité de regard des vulnérabilités humaines, des précarités sociales ou personnelles, des pratiques d’accompagnement mal connues ou innovantes. On peut se situer dans le champ social large, dans les domaines ou les établissements de soin, de l’éducation.